# Antonín Lauterbach
Antonín Lauterbach (2. září 1912 Chlumec nad Cidlinou – 26. května 2007) byl učitel, ochotnický pracovník, publikoval verše v místním tisku a napsal několik divadelních her, z nichž se mnohé dočkaly několika repríz: Uragan, Morana, Vruboun posvátný, Ruce vzhůru. S Břetislavem Cónem a Oldřichem Leskem (autorem hry Peldramové) se zasloužil o divadelní festivaly Klicperův Chlumec.

## Život
Pedagog, spisovatel a divadelník.
Po 1. světové válce navštěvoval obecnou školu a již tehdy ho fascinoval svět loutkového divadla, které každou neděli hrála ve školním sále pro děti Voříšková-Hajská.
Jako malý chlapec hrával v ochotnickém spolku postavičky trpaslíků nebo permoníků.
1932 po gymnáziu absolvoval jednoroční učitelský kurz a stal se učitelským čekatelem v Chlumci nad Cidlinou. Ještě jako student vystoupil ve Spolku chlumeckých studujících, poprvé vystoupil ve hře Rohovín Čtverrohý.
Působil v Sokole, kde už bylo blízko k divadlu - přes půlnoční scény při šibřinkách, které připravoval se Slávou Cónem.
V třicátých letech, spolu s režisérem Slávou Cónem napsali pro sokolský soubor hodinovou satirickou revue Chlumec v revoluci čili Bomba do Cidliny. S Cónem také napsal původní operetu pro vévodkyni, k níž hudbu složili J. Šorčík a O. Vaníček.
1936 vstoupil do pěvecko-ochotnické jednoty Klicpera. Hrál Lysandra v Shakespearově Snu noci svatojánské a od té doby sehrál stovky rolí a roliček, Tantala ve Smíru Tantalově, purkrabího v Noci na Karlštejně, Vocilku ve Strakonickém dudákovi, knížete Býda V Moraně, mlynáře v Lucerně, Martina Duška v Peldramech. Hrál na chlumeckých prknech po boku Karla Högra, Vlasty Fabiánové, Růženy Šlemrové i Eduarda Kohouta.
Nalezl uplatnění nejenom jako výborný všestranný herec s vzácnou specializací komika a schopného hlasového imitátora, ale i jako režisér a dramatik. Mezi jeho dramatické práce patří hry Pětilistá růže, Od případu k případu, Hrátky s Filipem, Ruce vzhůru, Uragan, Velká láska nebo Morana.
1937 stál u zrodu divadelního festivalu Klicperův Chlumec.
S Cónem napsal k 150. výročí narození V. K. Klicpery hru z dramatikova života Z urny století, a s O. E. Leskem později pásmo Český rok na vsi, které se na počest 100. výročí zrušení roboty předvádělo mnohokrát pod širým nebem v amfiteátru pod Sokolovnou. Představení zhlédlo přes deset tisíc diváků.
Hojná je i Lauterbachova publikační činnost.
Na návrh Volného sdružení východočeských divadelníků mu byl v roce 2003 udělen Zlatý odznak J.K. Tyla za celoživotní věrnost ochotnickému divadlu a vybudování významné divadelní tradice v Chlumci nad Cidlinou.

### Divadelní hry napsané A. Lauterbachem
- Uragan
- Morana
- Vruboun posvátný
- Ruce vzhůru
- Pětilistá růže
- O zajetí krále Václava
- Vězeň na Bezdězu
- Velká láska
- Od případu k případu
- Šťastný dědic
- Když má někdo Filipa
- Špion v Grandu

#### Z povídek
- Láska a utrpení panoše Jana
- Útěk z bídy

### Román
- Historie Chlumeckého divadla, Centrum kultury 2006
- Když ještě Shakespeare žil aneb Armon a Sylva, Centrum kultury 2006